# Єлисейський пегматитовий кар'єр
Єлисейський пегматитовий кар'єр — геологічна пам'ятка природи місцевого значення. Об'єкт розташований на території Приморського району Запорізької області, село Єлисеївка, за 55 км від Бердянська.
Характерний виходами гранітних порід Українського щита. Розробка кар'єру почалася у 1926 р. До 1972 року тут добували берил, танталіт, каситерит, лепідоліт та інші мінерали. Після припинення видобутку, кар'єр був затоплений. Є два великих озера завглибшки 18 і 24 метри і висотою берегів до 30 — 40 метрів. В кар'єрі нараховується понад 150 різновидів порід і мінералів, віком понад 1 млрд років.
Площа — 5 га, статус отриманий у 1972 році.

## Галерея

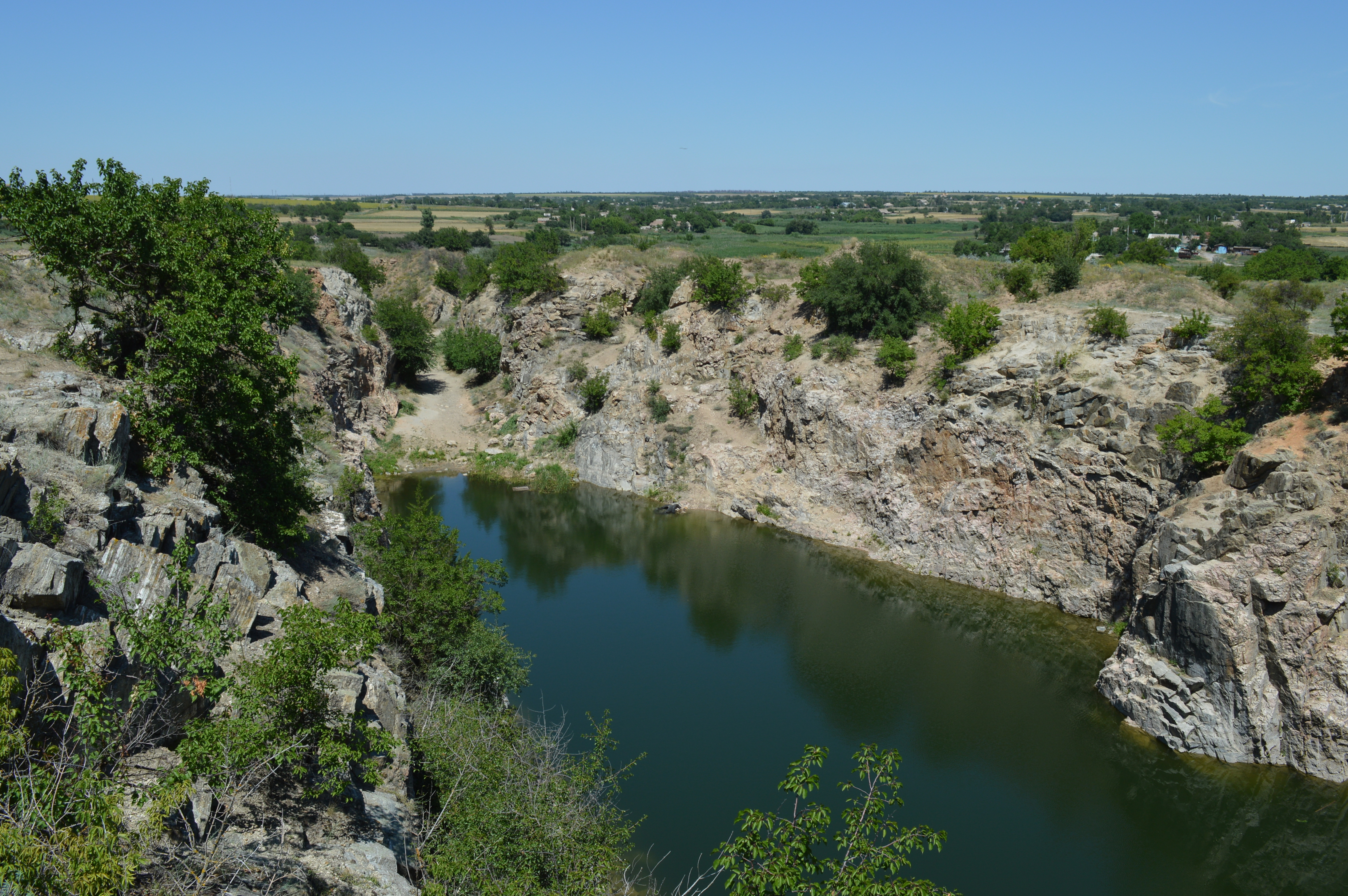
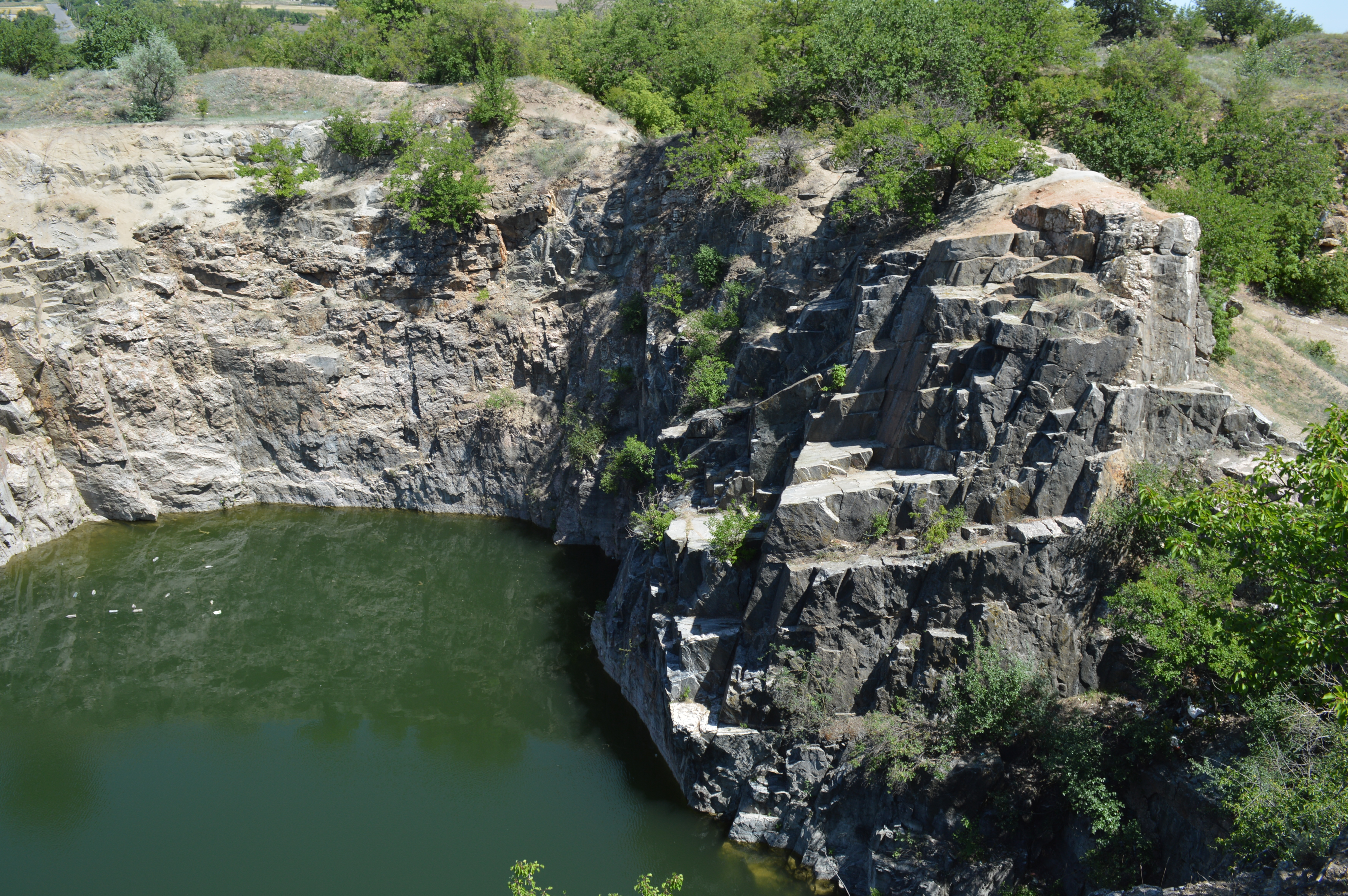
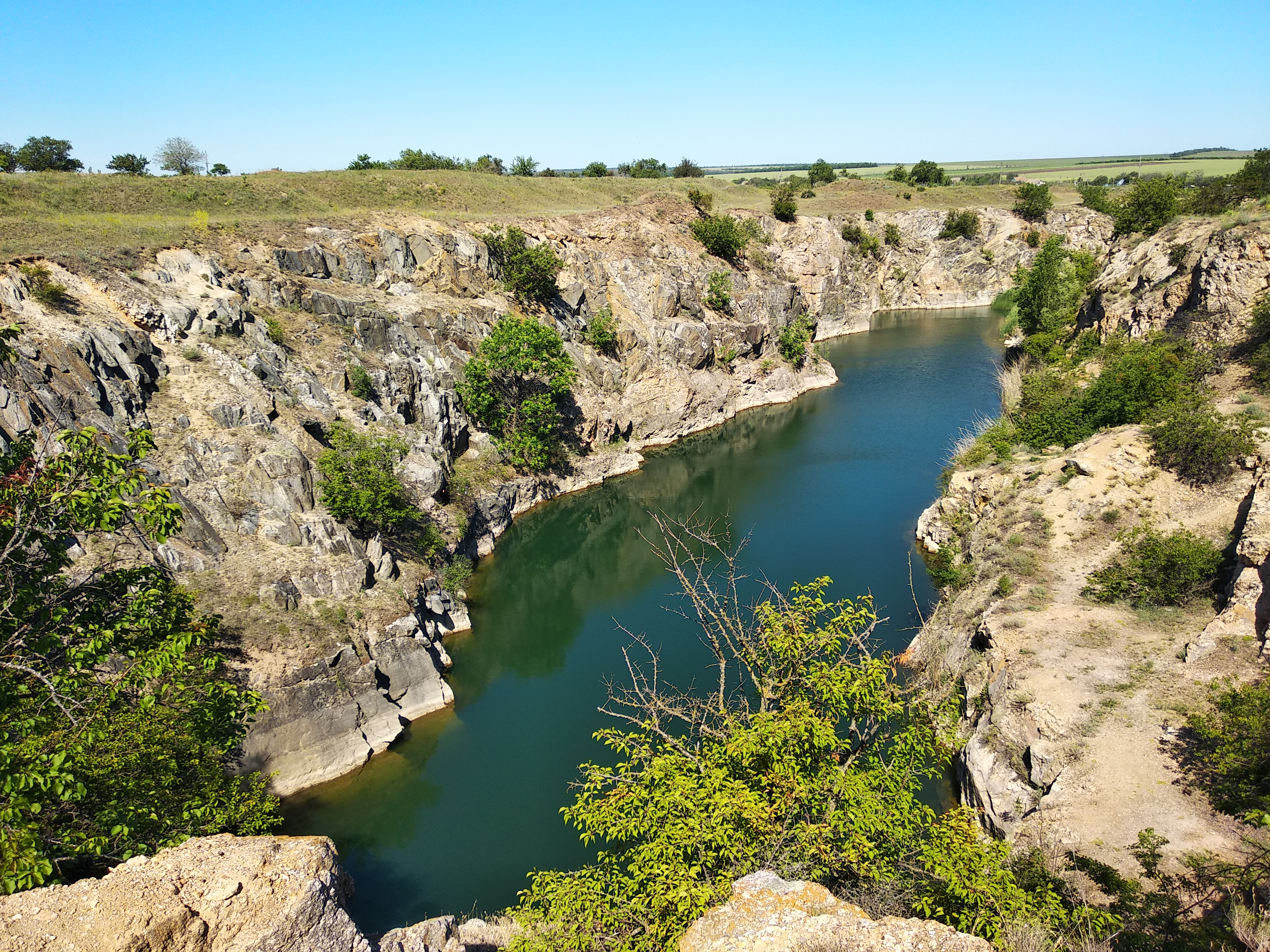
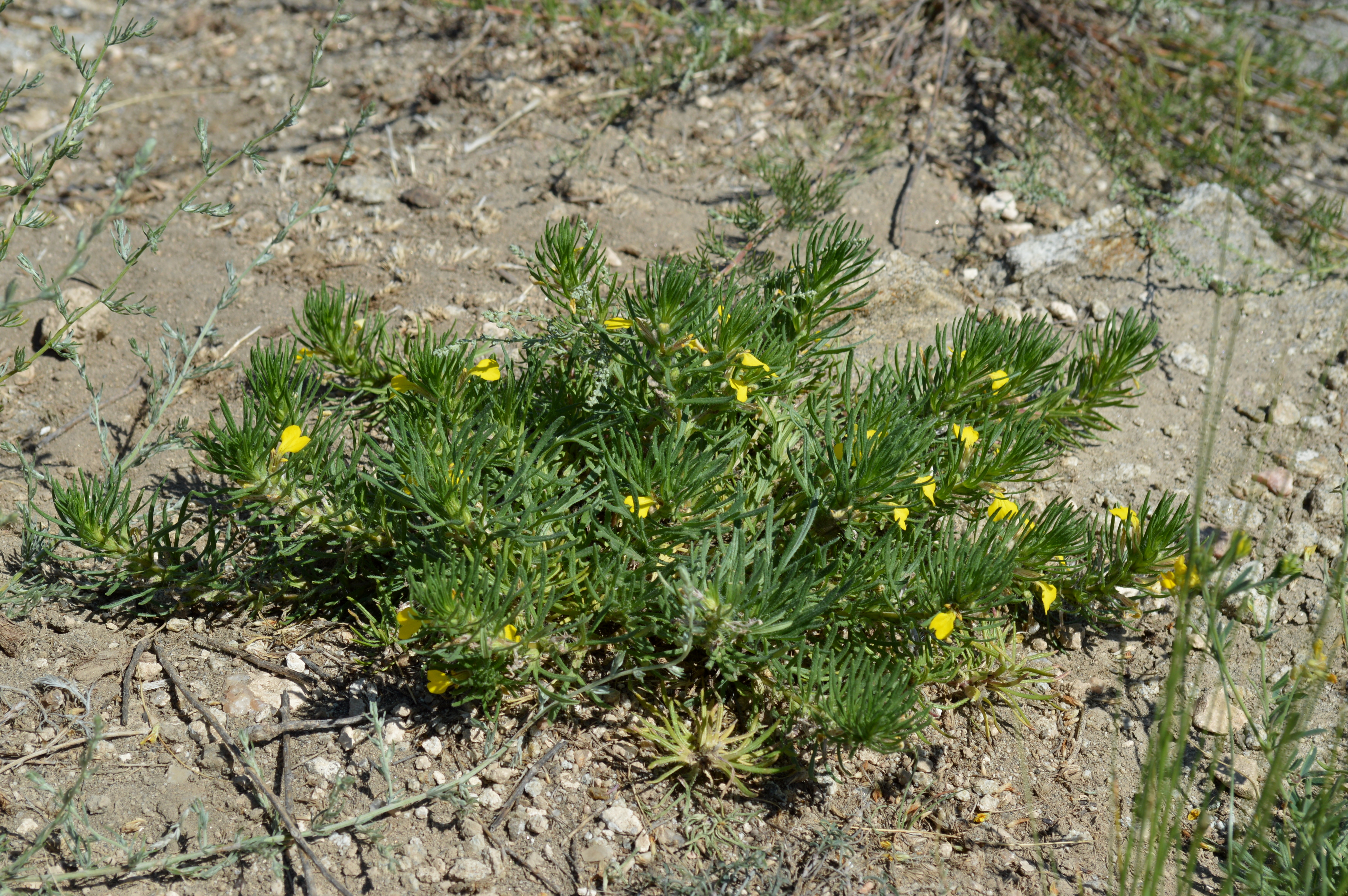